# NGC 346
NGC 346 is een open sterrenhoop in een emissienevel in de Kleine Magelhaense Wolk, die zich bevindt in het sterrenbeeld Toekan. NGC 346 ligt op ongeveer 200.000 lichtjaar afstand van de Aarde.
Actuele beelden van de Ruimtetelescoop Hubble laten zien dat de nevel ruim 70.000 sterren herbergt, waarvan de oudste 4,5 miljard jaar oud zijn en de jongste ca. 5 miljoen jaar oud zijn.
NGC 346 werd op 1 augustus 1826 ontdekt door de Schotse astronoom James Dunlop.